# Bailarina (película de 2023)
Bailarina (en hangul, 발레리나) es una película dramática y de suspenso surcoreana de 2023. Está escrita y dirigida por Lee Chung-hyun, y protagonizada por Jeon Jong-seo, Kim Ji-hoon y Park Yu-rim.
Se estrenó el 6 de octubre de 2023 en el 28.º Festival Internacional de Cine de Busan, y simultáneamente en la plataforma Netflix.

## Sinopsis
Ok-joo, una antigua guardaespaldas, se reencuentra casualmente con una excompañera de secundaria, Min-hee, que ahora es bailarina. Ambas entablan una estrecha amistad hasta que, un día, Min-hee se suicida y deja a Ok-joo una nota en la que le pide que se vengue de los responsables de su muerte. Ok-joo descubre al principal de ellos, un hombre llamado Choi Pro, y decide llevar a cabo su venganza.

## Reparto
- Jeon Jong-seo como  Jang Ok-joo.[1][6]
- Kim Ji-hoon como Choi Pro.[6][7]
- Park Yoo-rim como Choi Min-hee.[8]
- Shin Se-hwi como una estudiante de secundaria que ayuda a Ok-joo.[9][10]

### Apariciones especiales
- Kim Moo-yeol como el jefe Cho Dae-shik.[11][10]
- Jang Yoon-joo como Moon-young.[5][10]
- Kim Young-ok como una traficante de armas.[5]
- Joo Hyun como un traficante de armas.[5]

## Producción
El director Lee Chung-hyun y la protagonista Jeon Jong-seo forman pareja en la vida real; esta es su segunda colaboración después del largometraje El teléfono (2020), durante cuyo rodaje se conocieron.
Netflix anunció los nombres de los protagonistas el 26 de mayo de 2022. También se reveló que el director musical sería Gray. La producción corre a cargo de Climax Studio, que ya colaboró con Netflix en las series Rumbo al infierno y D.P. El comienzo del rodaje de la película estaba previsto para junio de 2022.
Kim Ji-hoon leyó el guion a petición de Jeon Jong-seo, con la que tiene una relación de amistad, y al principio no solo él dudó si podía interpretar el papel del villano en el filme, sino que su propia agencia intentó disuadirle de ello, temiendo que un personaje tan negativo pudiera afectar a su carrera. Después de ver la película terminada se mostró satisfecho con el resultado, y no notó que la reacción del público fuera negativa con él, sino con su personaje.
El 7 de septiembre de 2023 se confirmó la fecha del estreno y se publicaron el cartel principal y un primer avance del filme. El día 13 se publicaron algunos fotogramas, y dos días después se difundieron dos carteles de personajes, los de Ok-ju y Choi Pro.La producción se presentó el 25 del mismo mes en un hotel de Mapo-gu (Seúl).

## Estreno y recepción
Bailarina fue invitada a la sección Korean Cinema Today: Special Premiere del 28.º Festival Internacional de Cine de Busan, donde se proyectó el 6 de octubre de 2023. El mismo día había sido presentada en el escenario al aire libre del Busan Cinema Center en una charla abierta con el director y los protagonistas. Al mismo tiempo se estrenó en Netflix.

### Crítica
Han Hyun-jung (Star Today) escribe sobre Bailarina que en ella brilla intensamente la actuación de la protagonista Jeon Jong-seo, y que son notables las escenas de acción; gracias a estos dos elementos se sostiene la película, pese a su narrativa hueca y su débil trama. También son dignos de interés los actores invitados, Kim Mu-yeol, Jang Yoon-ju, Kim Young-ok y Joo Hyun. Han concluye: «un castigo y una venganza poderosos, que nunca sucederían en la realidad (y sólo terminarían en la imaginación), proporcionan una catarsis adecuada» en esto que considera «un vídeo musical» y «un gran evento solo para Jeon Jong-seo».
Kim Jun-mo (Oh My News) la considera un trabajo que deja una impresión decepcionante dado lo prometedora que era la carrera de su director, y ello a pesar del atractivo visual de la puesta en escena y de la capacidad de aquel para escribir historias femeninas, como en su anterior filme (El teléfono, 2020). Según Kim, «Lee Chung-hyeon parece carecer de concentración para liderar una sola historia. Aunque hay estimulación emocional a través de la acción y la actitud femenina de Ok-ju, no hay emoción que establezca el estado de ánimo general de la obra, por lo que se siente algo aburrida».

## Premios y nominaciones
| Año  | Premios                 | Categoría                 | Candidato   | Resultado | Ref.   |
| ---- | ----------------------- | ------------------------- | ----------- | --------- | ------ |
| 2023 | Blue Dragon Film Awards | Mejor música              | Gray        | Nominado  | [ 21 ] |
| 2023 | Blue Dragon Film Awards | Mejor dirección artística | Kim Min-hye | Nominada  | [ 21 ] |